# Apanteles galatea
Apanteles galatea är en stekelart som beskrevs av Nixon 1965. Apanteles galatea ingår i släktet Apanteles och familjen bracksteklar. Inga underarter finns listade i Catalogue of Life.